# Letiště Melbourne
Letiště Melbourne (IATA: MEL, ICAO: YMML), hovorově známé jako Letiště Tullamarine, je hlavní letiště obsluhující australské město Melbourne. Jde o druhé nejvytíženější letiště v Austrálii. Otevřeno bylo v roce 1970, aby nahradilo nedaleké letiště Essendon. Je to také jediné mezinárodní letiště pro metropolitní oblast Melbourne.
Skládá se ze čtyř terminálů a leží 23 km od centra města Melbourne v blízkosti předměstí Tullamarine. Také má svůj vlastní poštovní kód - Melbourne Airport, Victoria 3045. V letech 2016-17 letiště použilo asi 25 milionů domácích a 10 milionů mezinárodních cestujících. Vzdušná trasa Melbourne-Sydney je pátou nejvytíženější cestou pro osobní dopravu na světě.